# Vlčí

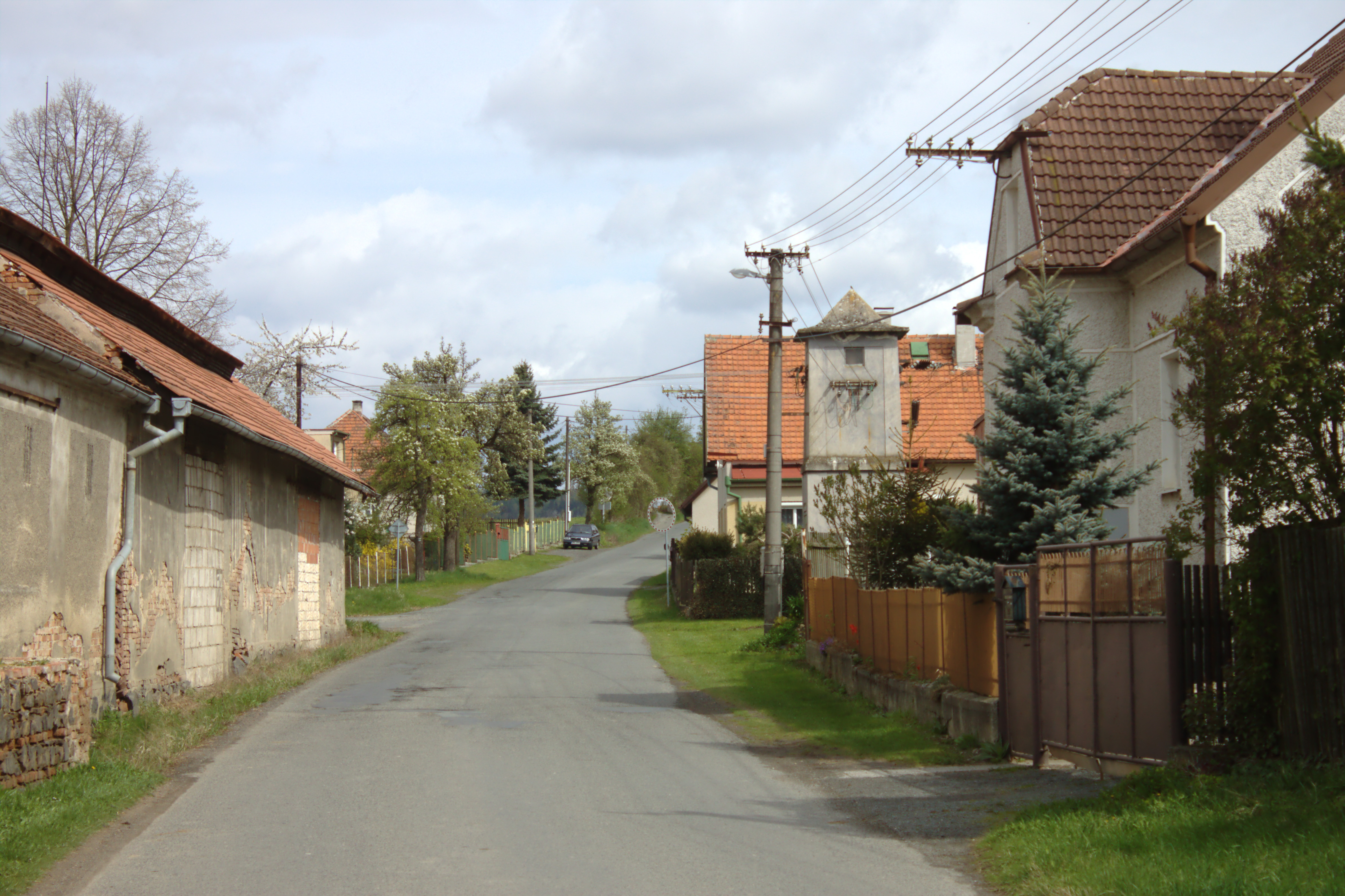
Vlčí (2017)

Vlčí (deutsch Wölfling) ist eine Gemeinde mit 63 Einwohnern in Tschechien. Sie liegt sieben Kilometer nordöstlich von Švihov und gehört zum Okres Plzeň-jih. Die Katasterfläche beträgt 401 Hektar.

## Geographie
Der Ort befindet sich in 483 m ü. M. an der Quelle des Vlčí potok, eines rechten Zuflusses der Úhlava. Vlčí wird von bewaldeten Hügeln umgeben, deren höchster der 556 m hohe Velký les im Norden ist.
Nachbarorte sind Stropčice im Westen, Zálesí im Norden, Horšice im Nordosten, Lužanská Nová Ves, Nová Ves und Kbel im Süden sowie Kaliště im Südwesten.

## Geschichte
Vlčí wurde 1355 erstmals urkundlich erwähnt. Bis zur Mitte des 20. Jahrhunderts gehörte zu dem Dorf der Ortsteil Lužanská Nová Ves (Neudorf bei Luschan), der heute Teil von Kbel ist.

## Sehenswürdigkeiten
- Kapelle